# Menaichmos

Krzywe stożkowe

Menaichmos (stgr. Μέναιχμος; ur. ok. 380 p.n.e., zm. ok. 320 p.n.e.) – grecki matematyk, uczeń Eudoksosa i przyjaciel Platona. Wsławił się rozwiązaniem problemu delijskiego przy wykorzystaniu odkrytych przez siebie krzywych stożkowych.

## Życiorys
Pochodził z Alopekonnesos na Chersonezie Trackim (dzisiejsze Dardanele) lub z Prokonnesos na Propontydzie (Morze Marmara). Miał brata Dinostratosa. Obaj według komentarza Proklosa do Księgi I Elementów Euklidesa znacznie udoskonalili geometrię. Menaichmos pobierał nauki w szkole Eudoksosa w Kyzikos, którą później również prowadził. Według Stobajosa na prośbę Aleksandra Wielkiego aby szybko i treściwie nauczył go geometrii odpowiedział: O królu! Przez kraj wiodą drogi zwykłe i królewskie. W geometrii jest jedna droga dla wszystkich. Nie jest to niemożliwe, jako że mógł być nauczycielem Aleksandra z polecenia Arystotelesa.

## Prace
Obok Hipokratesa, Archytasa i Eudoksosa był jednym z tych, którzy według Eutokiosa podjęli próbę rozwiązania problemu podwojenia sześcianu.
Dzięki temu dokonał swojego najbardziej znaczącego wkładu w naukę, tzn. odkrycia krzywych stożkowych. Już Hipokrates doszedł do wniosku, że rozwiązanie problemu delijskiego sprowadza się do znalezienia tzw. dwóch średnich proporcjonalnych.
Przy założeniu, że mamy dwie wartości, {\displaystyle a} i {\displaystyle b,} i chcemy znaleźć dwie średnie proporcjonalne pomiędzy nimi {\displaystyle x} i {\displaystyle y,} to {\displaystyle a:x=x:y=y:b}
{\displaystyle a/x=x/y,} a więc {\displaystyle x^{2}=ay,} i {\displaystyle a/x=y/b,} a więc {\displaystyle xy=ab.}
Wartości {\displaystyle x} i {\displaystyle y} są wynikiem przecięcia paraboli {\displaystyle x^{2}=ay} i prostokątnej hiperboli {\displaystyle xy=ab}.
Plutarch opisuje niezadowolenie Platona, ze sprowadzenia rozwiązania problemu delijskiego do, jak uważał, operacji czysto mechanicznej.
Z przekazu Teona ze Smyrny wiadomo również, że rozwinął teorię koncentrycznych sfer Eudoksosa. Według Proklosa próbował na nowo zdefiniować pojęcie elementu oraz zastanawiał się nad różnicą pomiędzy twierdzeniem a problemem. Według bizantyjskiej Księgi Suda napisał traktat filozoficzny w trzech księgach o Państwie Platona.